# Bertholdia trigona
Bertholdia trigona is een beervlinder uit de familie van de spinneruilen (Erebidae). De wetenschappelijke naam van de soort is voor het eerst geldig gepubliceerd in 1879 door Grote.
De vlinder kan de echolocatie door vleermuizen verstoren door klikkende geluiden te maken. Hij is daarbij in staat om goed te waar te nemen wanneer er werkelijk een aanval dreigt.